# Mariana Torres (dubladora)
Mariana de Melo Torres Carneiro (Rio de Janeiro, 11 de setembro de 1981) é uma atriz, dubladora e diretora de dublagem brasileira. Também é irmã mais nova da dubladora Adriana Torres e da diretora de dublagem Juliana Torres. Alguns de seus trabalhos mais conhecidos são: Wanda Maximoff em Vingadores: Era de Ultron, Capitão América: Guerra Civil, Vingadores: Guerra Infinita, Vingadores: Ultimato, WandaVision e Doutor Estranho no Multiverso da Loucura, Raven em As Visões da Raven, Kara Danvers/Supergirl em Supergirl, Katniss Everdeen em Jogos Vorazes, Jogos Vorazes: Em Chamas, Jogos Vorazes: A Esperança - Parte 1, Jogos Vorazes: A Esperança - Parte 2, Ravena desde 2003.
Venceu o Prêmio Yamato de 2009 como Melhor Dubladora de Protagonista por seu trabalho como Raven Baxter, em As Visões da Raven.
Em 2022, foi indicada ao Prêmio Cubo de Ouro na categoria Dublagem Geek do Ano, por seu trabalho como Wanda em WandaVision.

## Carreira
| Ano/Período | Título                                   | Papel                                 | Nota |
| ----------- | ---------------------------------------- | ------------------------------------- | ---- |
| 2021        | WandaVision                              | Wanda Maximoff / Feiticeira Escarlate |      |
| 2022        | Doutor Estranho no Multiverso da Loucura | Wanda Maximoff / Feiticeira Escarlate |      |